# Henri-Marie Féret
Henri-Marie Féret OP (* 21. Januar 1904 in Vannes; † 12. November 1992 in Paris) war ein französischer Theologe und Kirchenhistoriker.

## Leben
Er trat 1921 in den Dominikanerorden ein. Nach dem Studium im Le Saulchoir in Kain-lez-Tournai wurde er 1928 zum Priester geweiht 1928. Nach seiner Promotion 1930 lehrte er als Professor für Kirchengeschichte und seit 1936 als Professor für Ordensgeschichte. Seit 1951 lehrte er am Institut Catholique de Paris im neu geschaffenen Institut supérieur de Catéchése Biblische Katechese. 1954 wurde er im Zusammenhang mit der Krise um das Verbot der von ihm unterstützten Arbeiterpriester von seiner Lehrtätigkeit entbunden. Nach einem Aufenthalt in Nancy war er von 1958 bis 1964 Prior in Dijon.

## Schriften (Auswahl)
- L'apocalypse de Saint Jean. Vision chrétienne de l’histoire. Paris 1946, OCLC 369636643.
- Pierre et Paul à Antioche et à Jérusalem. Le conflit des deux Apôtres. Paris 1955, OCLC 459534695.
- L’eucharistie, pâque de l’univers. Paris 1966, OCLC 851301837.
- Mort et résurrection du Christ. D’après les évangiles et d’après le linceul de Turin. Paris 1980, OCLC 405546565.